# Млинисько (Велюнський повіт)
Млинисько (пол. Młynisko) — село в Польщі, у гміні Біла Велюнського повіту Лодзинського воєводства.
Населення — 453 особи (2011).
У 1975-1998 роках село належало до Серадзького воєводства.

## Демографія
Демографічна структура станом на 31 березня 2011 року:
|          | Загалом | Допрацездатний вік | Працездатний вік | Постпрацездатний вік |
| -------- | ------- | ------------------ | ---------------- | -------------------- |
| Чоловіки | 213     | 41                 | 155              | 17                   |
| Жінки    | 240     | 65                 | 123              | 52                   |
| Разом    | 453     | 106                | 278              | 69                   |